# Гаст, Пауль
Адольф Эмиль Пауль Гаст (нем. Adolf Emil Paul Gast; 1 сентября 1876, Висбаден — 19 августа 1941, Инсбрук) — немецкий геодезист, профессор и ректор Рейнско-Вестфальского технического университета Ахена; автор работы «Наша новая форма жизни. Технико-научный проект» (1932), член НСДАП (с 1933).

## Биография
Адольф Эмиль Пауль Гаст родился 1 сентября 1876 года в Висбадене. После окончания средней школы он изучал землеустройство в Берлинском сельскохозяйственном колледже (Landwirtschaftlichen Hochschule Berlin), где стал членом студенческого братства «Verbindung Saxonia a. d. Kette», позднее переименованного в «RSC-Corps Saxonia-Berlin»; он также учился на факультете сельского хозяйства в Боннском университете. В 1903 году в Гейдельбергском университете Гаст, под руководством профессора Карла Вильгельма Валентинера, получил степень кандидата наук — а всего год спустя, под руководством Пауля Феннера (Paul Emmerich Fenner, 1852—1909), стал доктором наук в Техническом университете Дармштадта. Затем Гаст стал приват-доцентом по геодезии в Дармштадском университете, где оставался (с перерывами) до 1911 года. С 1906 по 1909 год он состоял научным руководителем и директором Военной академии при аргентинском «Instituto Geografico Militar» (ИГМ) в Буэнос-Айресе.
После этого Пауль Гаст занял позицию полного профессора геодезии в Аахене, которую получил 1 марта 1911 года, став преемником Рихарда Шумана (Richard Schumann, 1864—1945). После двухлетнего перерыва в исследовательской деятельности, который он провел на фронтах Первой мировой войны, Гаст вернулся в Аахен, где в 1920—1922 годах стал преемником Фридриха Клокмана (Friedrich Ferdinand Hermann Klockmann, 1858—1937) на посту ректора. После этого Гаст вновь отправился в Аргентину, где теперь занялся налаживанием математико-геодезических исследований; в 1926 году он вернулся в Аахен.
Год спустя после своего возвращения в Веймарскую республику, Гаст встал во главе Геодезического института, который он создал в Шнейдерберге на базе Ганноверского технического университета и который получил собственную астрономическую обсерваторией. В результате, всего за несколько лет Пауль Гаст создал «компактный» институт для полноценной подготовки инженеров-геодезистов. В тот период он снова совершал краткосрочные поездки за границу: в частности, занимался наземной фотограмметрией Рамессеума в Египте.
1 мая 1933 года Пауль Гаст, одним из первых среди профессоров Ганновера, стал членом НСДАП: партийный билет № 2957992. При этом, еще 1932 году он опубликовал работу «Наша новая форма жизни. Технико-научный проект» (Unsere neue Lebensform. Eine technisch-wissenschaftliche Gestaltung) — «одно из сильнейших идеологических произведений национал-социализма, стоящее в одном ряду с книгой „Миф двадцатого века“ Розенберга». Работа затрагивала философские вопросы, такие как значение технологий и создание нового мировоззрения. 11 ноября 1933 года Гаст был среди более 900 ученых и преподавателей немецких университетов и вузов, подписавших «Заявление профессоров о поддержке Адольфа Гитлера и национал-социалистического государства». Гаст оставался в Ганновере до 1939 года; два года спустя он умер в Инсбруке.

## Работы
- Die Technische Hochschule zu Aachen 1870—1920: eine Gedenkschrift. Aachen: La Ruelle’sche Accidenzdruckerei und Lith. Anstalt (Inh. Jos. Deterre), 1920.
- Gewichtsverhältnisse und Ausgleichung des polygonalen Dreiecks, in: Zeitschrift für Vermessungswesen Nr. 50, 1921.
- Vorlesung über Photogrammetrie, Johann Ambrosius Barth, Leipzig, 1930.
- Erweiterung unseres Weltbildes und Sinn der Technik, in: Zeitschrift des VDI, Nr. 76, 1932.
- Hypothesenfreie Bestimmung der Erdfigur mit neuen Hilfsmitteln, in: Zeitschrift für Geophysik, Nr. 9, 1933.
- Die optische Pyramide, eine neues Gerät für die Passpunktbestimmung in der Luftbildmessung, in: Bildmessung und Luftbildwesen, Nr. 9, 1934.